# Grancia
Grancia ist eine politische Gemeinde im Kreis Paradiso, im Bezirk Lugano des Kantons Tessin in der Schweiz. Es ist seit der Abspaltung von Carabbia im Jahr 1825 selbständig.

## Geographie
Grancia liegt im Tal des Scairolo 5 km südlich von Lugano und ebensoweit nördlich von Morcote. Das Westportal des Autobahn A2-Tunnels nach Melide liegt unmittelbar südlich des Siedlungsgebietes.
Die Nachbargemeinden sind Collina d’Oro und Lugano.

## Geschichte
Um das Jahr 1187 wurde Grancia als Grancie erstmals urkundlich erwähnt. Das Kloster Santa Maria in Torrello (in der Gemeinde Carona) unterhielt Ende des 13. Jahrhunderts eine Filial-Kapelle oder -Kirche. Im Mittelalter lagerten in Grancia grosse Kornmengen, die aus Norditalien angeliefert und in den Mühlen am Scairolo verarbeitet wurden. Im Jahr 1608 trennte sich die Kirche San Carpoforo von der Pfarrei San Pietro in Pambio.

## Bevölkerung

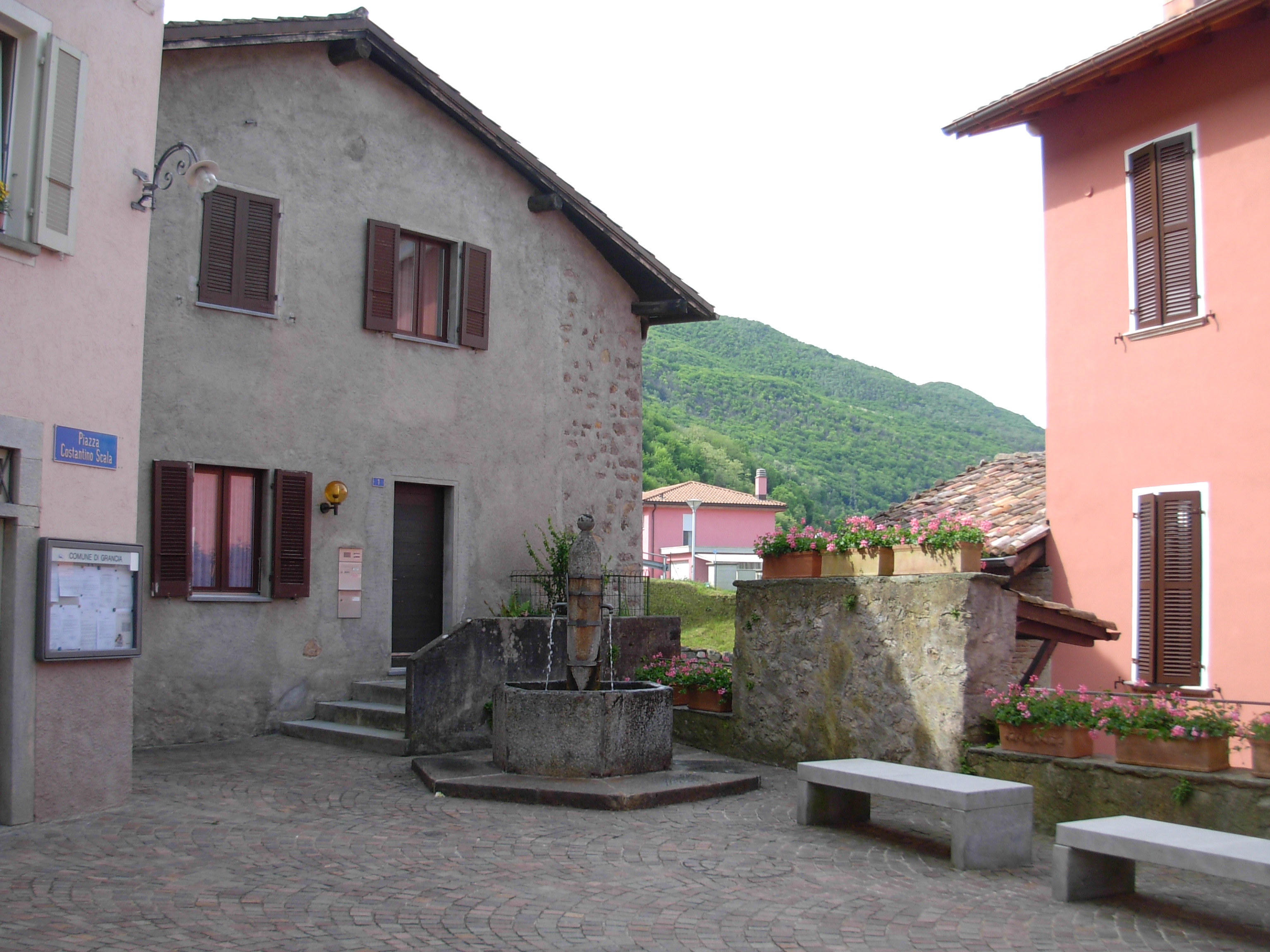
Im Dorf Grancia

Einwohnerzahlen: Volkszählungsdaten

## Wirtschaft
Im 19. Jahrhundert nahm der erste Industriebetrieb den Betrieb auf, eine Ziegelei. Seit dem Bau der Autobahn A2 im Jahr 1966 und mit der Bildung der Gewerbezone sowie dem Bau grosser Tanklager gegen Ende des 20. Jahrhunderts wandelte sich die Gemeinde stark.

## Sehenswürdigkeiten
- Pfarrkirche San Cristoforo[7]
- Im Friedhof, Grab De Martini[7] und Statue von Maria Scala De Martini, La Meditazione des Bildhauers Vincenzo Vela[7]
- Statue von Carolina Marchettini Scala des Bildhauers Ercole Garbani Nerini.[7]

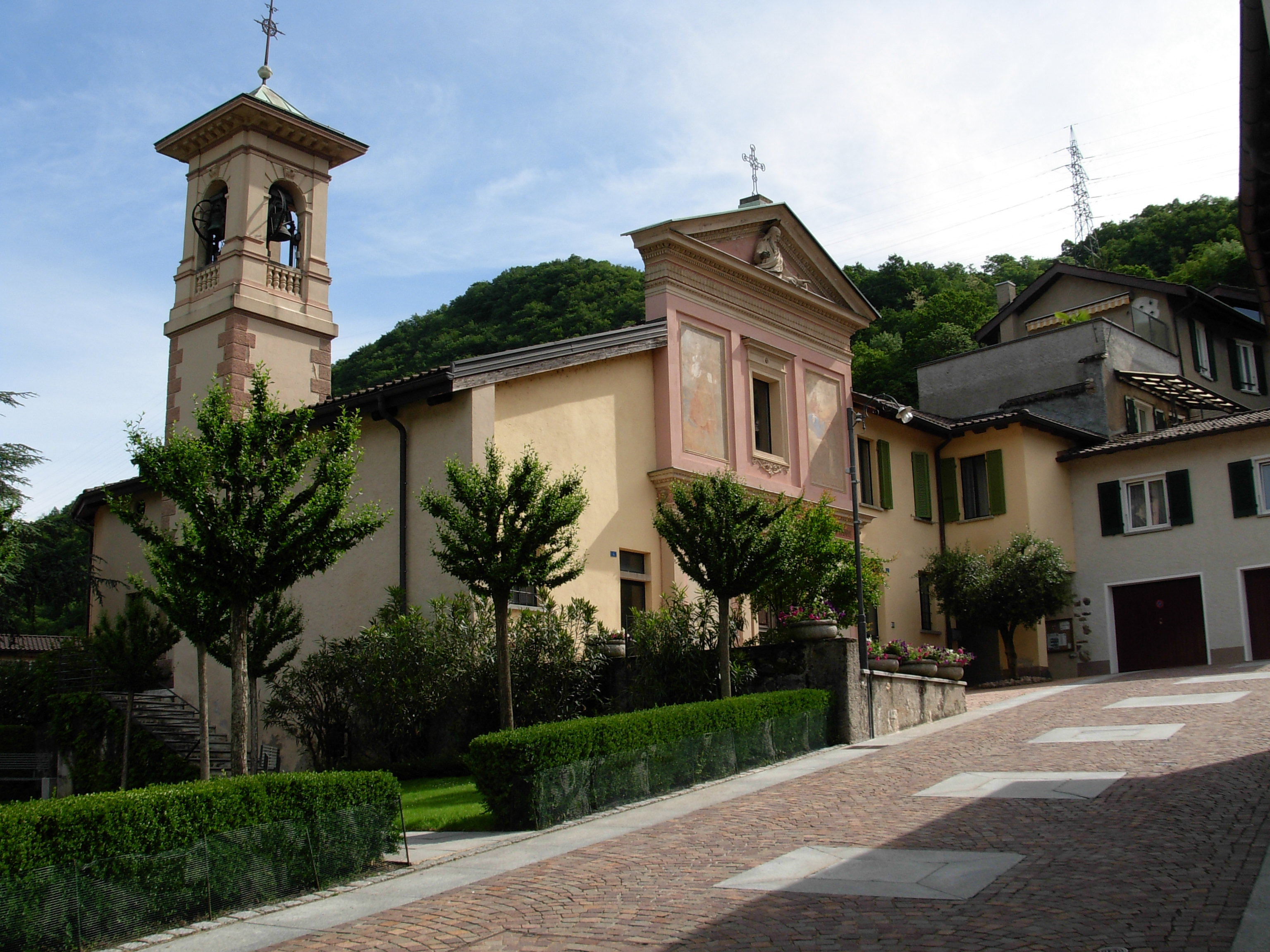
Die Kirche San Cristoforo in Grancia

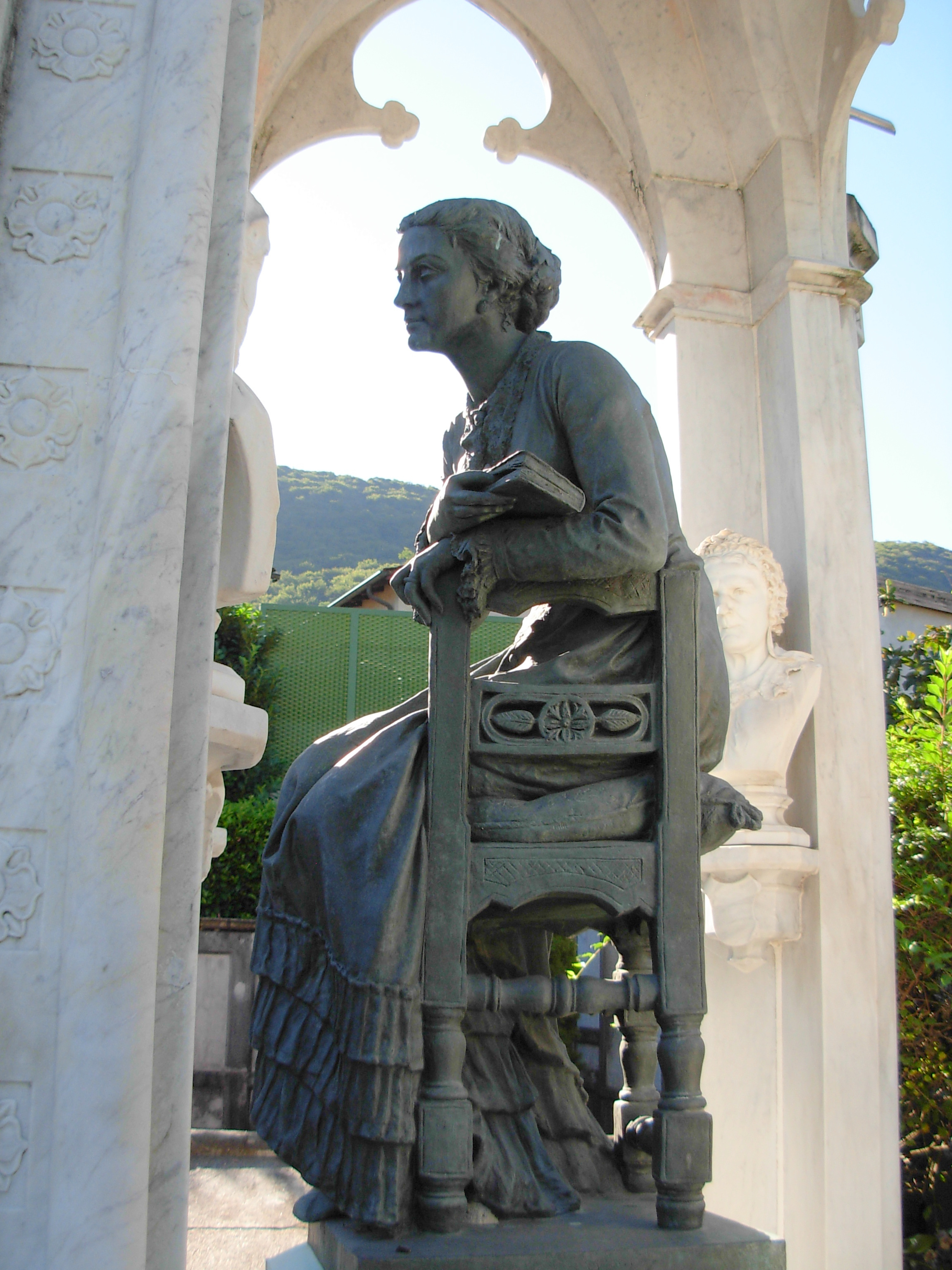
Statue La Meditazione von Vincenzo Vela